# Johnny Carson
John William Carson (Corning, Iowa, 23 de octubre de 1925-West Hollywood, California, 23 de enero de 2005) fue un presentador, comediante, escritor y productor de televisión estadounidense.  Es conocido sobre todo como el presentador de The Tonight Show, protagonizado por Johnny Carson (1962–1992).  Carson recibió 6 Premios Emmy, el Premio del Gobernador de la Academia de Televisión de 1980 y un Premio Peabody en 1985. Fue incluido en el Salón de la Fama de la Academia de Televisión en 1987. Fue galardonado con la Medalla Presidencial de la Libertad en 1992 y recibió un Kennedy Center Honor en 1993.
Durante la Segunda Guerra Mundial sirvió en la Armada. Después de la guerra comenzó una carrera en la radio. Aunque su programa ya tuvo éxito a fines de la década de 1960, durante la década de 1970 Carson se convirtió en un ícono estadounidense y se mantuvo así incluso después de su retiro en 1992. Adoptó un enfoque informal y conversacional con una amplia interacción con los invitados, un enfoque iniciado por Arthur Godfrey y el anterior Tonight Show de Steve Allen y Jack Paar. El expresentador y sucesor, David Letterman, ha citado la influencia de Carson en su trabajo.

## Biografía
John William Carson nació el 23 de octubre de 1925, en Corning, Iowa, hijo de Ruth Elizabeth (Hook) Carson (1901–1985) y Homer Lloyd "Kit" Carson (1899–1983), gerente de una compañía eléctrica. Creció en las ciudades cercanas de Avoca, Clarinda y Red Oak en el suroeste de Iowa antes de mudarse a Norfolk, Nebraska, a la edad de 8 años. Allí creció y comenzó a desarrollar su talento para el entretenimiento. A la edad de 12 años encontró un libro sobre magia en la casa de un amigo e inmediatamente compró un kit de mago por correo. Después de la compra del kit practicó sus habilidades de magia con los miembros de su familia con trucos de cartas. Era conocido por seguir a los miembros de su familia que decían: "Elija una tarjeta, cualquier tarjeta". La madre de Carson le cosió una capa y su primera actuación se realizó frente al Club Kiwanis local. Debutó como "The Great Carsoni" a los 14 años y le pagaron $3 por espectáculo. Pronto, muchas otras actuaciones en picnics locales y ferias de campo le siguieron. Después de graduarse de la escuela secundaria tuvo su primer encuentro con Hollywood. Hizo autoestop a Hollywood, donde fue arrestado y multado con $50 por hacerse pasar por un guardiamarina, una historia que a menudo se considera apócrifa. "Johnny se embarcó en una aventura, tan llena de implicaciones para su futuro, que algunos se han preguntado si la aventura podría no ser realmente una leyenda".

## Servicio militar

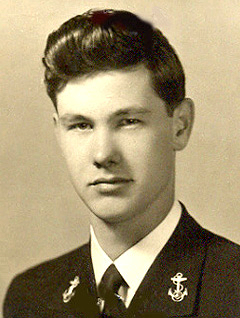
Retrato de la marina de guerra de Carson

Carson se unió a la Armada de los Estados Unidos el 8 de junio de 1943, y recibió capacitación de oficiales del Programa de Capacitación de V-12 Navy College en la Universidad de Columbia y en la Universidad Millsaps. Llevando una bandera al final de la guerra, fue asignado al USS Pennsylvania en el Pacífico.  Mientras estaba en la Marina, consiguió un récord de boxeo amateur de 10-0, con la mayoría de sus peleas hechas a bordo del Pennsylvania. Estaba de camino a la zona de combate a bordo de un barco de tropas cuando el bombardeo de Hiroshima y Nagasaki terminó la guerra. Trabajó como oficial de comunicaciones a cargo de la decodificación de mensajes cifrados. Dijo que el punto más alto de su carrera militar fue realizar un truco de magia para el Secretario de la Armada de los Estados Unidos, James V. Forrestal. En una conversación con Forrestal, el secretario le preguntó a Carson si planeaba permanecer en la Marina después de la guerra. En respuesta, Carson dijo que no y le dijo que quería ser un mago. Forrestal le pidió que actuara y Carson respondió con un truco de cartas. Carson descubrió que podía entretener y divertir a alguien tan irritable y sofisticado como Forrestal.

## Educación
Para aprovechar las oportunidades educativas de la Armada, asistió a la Universidad de Nebraska-Lincoln,donde se unió a la fraternidad Phi Gamma Delta y continuó realizando magia (luego cobró $25 por actuación).Se especializó en periodismo con la intención de convertirse en un escritor de comedia. En su lugar, cambió su especialidad a habla y drama unos meses después, porque quería convertirse en un intérprete de radio. Su tesis universitaria, titulada "Cómo escribir chistes de comediantes", fue una recopilación de dramas y chistes grabados de programas de radio populares en los que Carson explica la técnica de la comedia en voz en off. Le permitió graduarse en 3 años. Carson se graduó con una licenciatura en radio y habla con un menor en física en 1949.

## Inicios en la radio y televisión
Comenzó su carrera televisiva en 1950 en la radio y televisión WOW en Omaha. Pronto presentó un programa de televisión matutino llamado El Nido de la Ardilla. Una de sus rutinas consistía en entrevistar a palomas en el techo del palacio de justicia local que informaría sobre la corrupción política que habían visto. Complementó sus ingresos sirviendo como maestro de ceremonias en las cenas de la iglesia local, a la que asistieron algunos de los mismos políticos y líderes cívicos a los que había engañado en la radio.

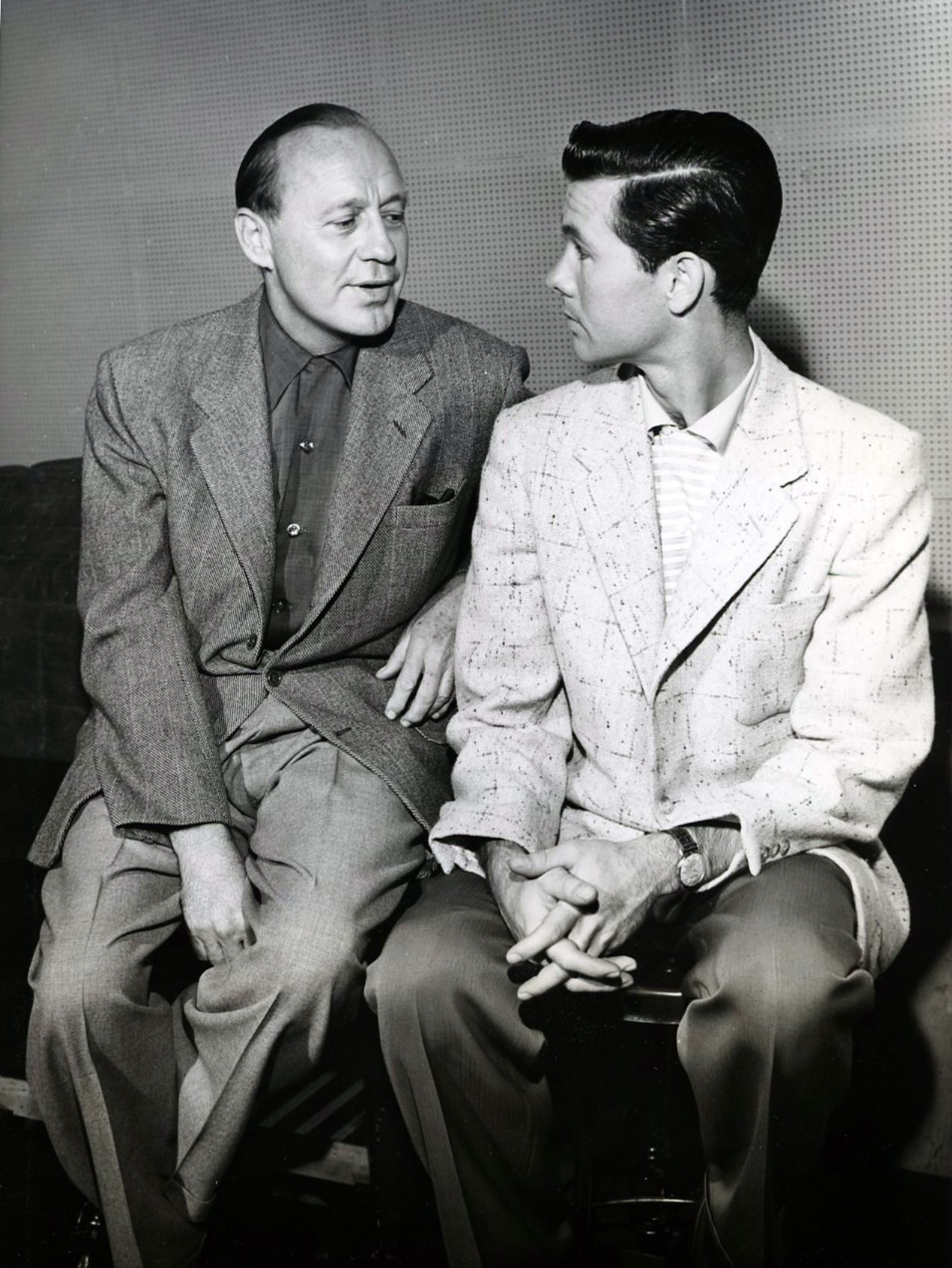
Carson como invitado en el programa de televisión de Jack Benny, 1955

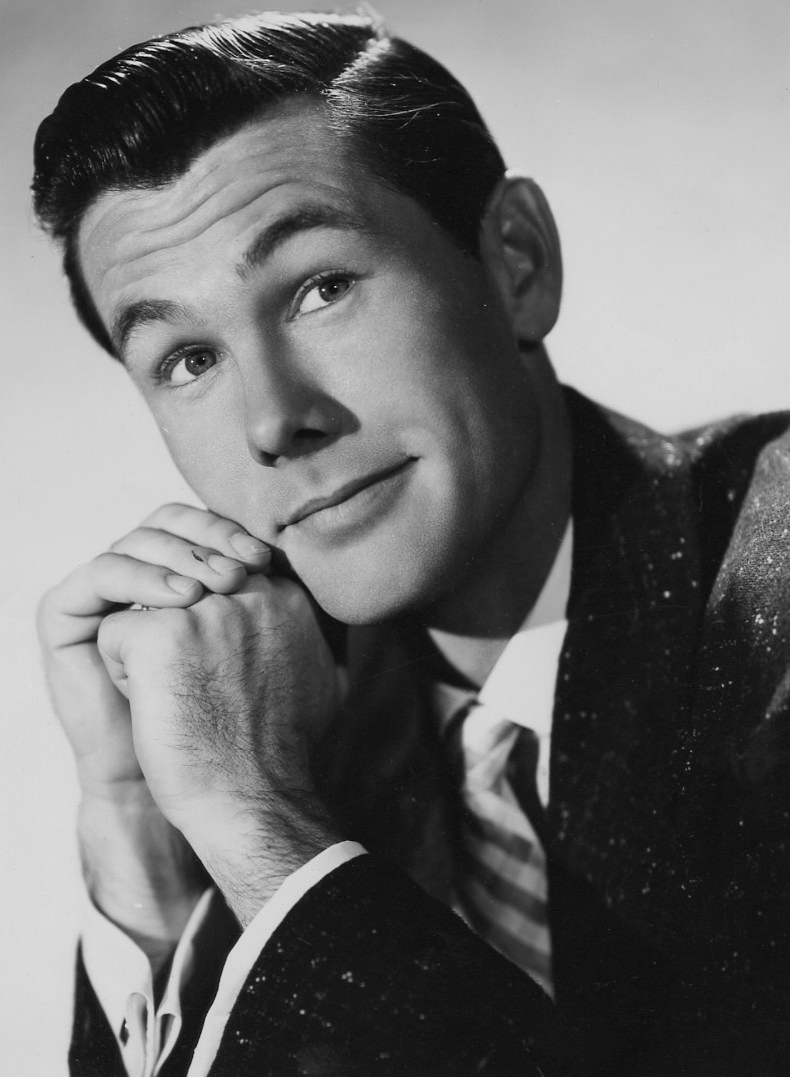
Carson en 1957

La esposa de una de las figuras políticas de Omaha, Carson, falsificó sus acciones en una estación de radio en Los Ángeles, y en 1951 refirió a Carson a su hermano, quien era influyente en el mercado de televisión emergente en el sur de California. Carson se unió a la cadena de televisión KNXT de Los Ángeles, propiedad de la CBS. En 1953, el cómico Red Skelton, fan del programa de comedia de dibujos animados de bajo presupuesto "Carult Success" de Carson, Carson's Cellar (1951 a 1953) en KNXT, le pidió a Carson que se uniera a su programa como guionista. En 1954, Skelton accidentalmente se quedó inconsciente durante el ensayo una hora antes de que comenzara su show en vivo. Carson lo sustituyó con éxito.En 1955, Jack Benny invitó a Carson a aparecer en uno de sus programas durante los segmentos de apertura y cierre. Carson imitó a Benny y afirmó que Benny había copiado sus gestos. Benny predijo que Carson tendría una exitosa carrera como comediante.
Organizó varios espectáculos además de Carson Cellar, incluido el programa de juegos Earn Your Vacation (1954) y el programa de variedades de la CBS The Johnny Carson Show (1955–1956).  Fue un panelista invitado en el programa original To Tell the Truth a partir de 1960, y luego se convirtió en un panelista residente desde 1961 hasta 1962. Después de la cancelación de The Johnny Carson Show, se mudó a la ciudad de Nueva York para ser presentador de la ABC. -¿En quién confías? (1957–1962), anteriormente conocido como ¿Confías en tu esposa?. En 1958, apareció como estrella invitada en un episodio titulado "Confía en su esposa" en el programa de variedades de corta duración de la NBC, The Polly Bergen Show. En quién confías?, Carson conoció a su futuro compañero y hombre heterosexual, Ed McMahon. Aunque creía que pasar a la televisión diurna perjudicaría su carrera, ¿en quién confía? Fue un éxito. Fue el primer programa donde pudo anunciarse y entrevistar a los invitados, y debido al ingenio de Carson en la cámara, el programa se convirtió en "el artículo más candente en la televisión diurna" durante sus 6 años en la ABC. 

## The Tonight Show
Tonight, de la NBC, fue la contraparte de la noche en su programa Today de la mañana. Comenzando en 1954 con el presentador Steve Allen, Tonight fue algo experimental en ese momento, ya que el único programa nocturno de la cadena NBC fue el Broadway Open House de la NBC, protagonizado por Jerry Lester y Dagmar. The Tonight Show tuvo éxito, y cuando Allen pasó a los programas de variedades de comedia en 1956, Jack Paar lo reemplazó como presentador de Tonight. Paar dejó el espectáculo en 1962. 

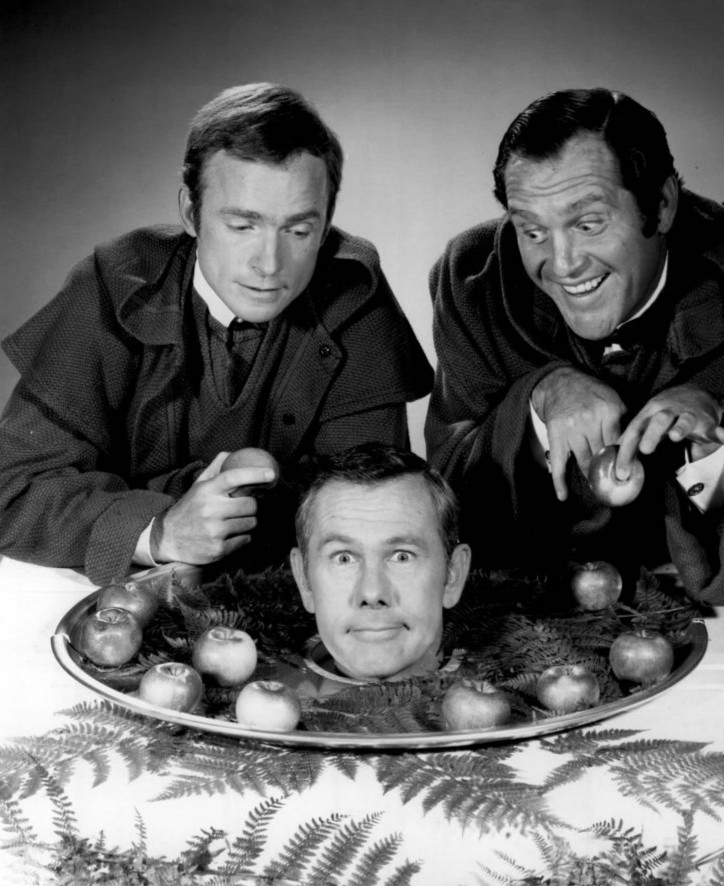
Con Dick Cavett y Alan King en 1968.

El éxito de Carson en ABC's Who Do You Trust? llevó a la NBC a invitarlo a asumir The Tonight Show unos meses antes de la partida de Paar. Carson rechazó la oferta porque temía la dificultad de entrevistar a celebridades durante 105 minutos cada día. Bob Newhart, Jackie Gleason, Groucho Marx y Joey Bishop también declinaron. La NBC finalmente convenció a Carson para que firmara a principios de febrero de 1962. Se puede ver a Carson discutiendo su próximo trabajo por primera vez el 11 de febrero de 1962, episodio de ¿Cuál es mi línea?. Debido a que a Carson le quedan seis meses en su contrato con la ABC, la NBC usó varios anfitriones invitados hasta que pudo hacerse cargo. Los anfitriones invitados fueron Merv Griffin, Art Linkletter, Joey Bishop, Arlene Francis (la primera mujer que presentó The Tonight Show), Bob Cummings, Jerry Lewis, Groucho Marx, Donald O'Connor y otros.  
A pesar de que seguía teniendo dudas sobre su nuevo trabajo, Carson se convirtió en el anfitrión de Tonight (más tarde se convirtió en The Tonight Show Starring Johnny Carson) el 1 de octubre de 1962. Después de un difícil primer año, superó sus temores.  Si bien The Tonight Show bajo sus anfitriones anteriores había sido exitosa, especialmente bajo Paar, la versión de Carson finalmente tuvo un muy buen desempeño en las calificaciones. Billy Wilder dijo de Carson: 

Por la simple ley de supervivencia, Carson es el mejor. Él encanta a los inválidos y los insomnes, así como a las personas que tienen que levantarse al amanecer. Él es el Valium y el Nembutal de una nación. No importa qué tipo de imbéciles hay en el programa, tiene que hacerlos divertidos y emocionantes. Él tiene que ser su enfermera y su cirujano. Él no tiene engreimiento. Él hace su trabajo y viene preparado. Si está hablando con un autor, ha leído el libro. Incluso sus rutinas ensayadas suenan improvisadas. Es la crema de la elegancia de la clase media, pero no es un maniquí. Ha cautivado a la burguesía estadounidense sin ofender nunca a los intelectuales, y nunca ha dicho nada que no fuera liberal o progresista. Cada noche, frente a millones de personas, tiene que hacer el  salto mortal  [un lenguaje de circo para una voltereta aérea realizada en la cuerda floja]. Además, lo hace sin red. No reescribe. No se retoman. Los chistes deben funcionar esta noche.
Billy Wilder

 McMahon siguió a Carson de Do You Trust? como su locutor y compañero y Skitch Henderson fue instalado como el maestro de la orquesta de la NBC. La famosa introducción de McMahon, "¡Aquí esta Johnny!"  Fue seguido por un breve monólogo de Carson. Esto fue seguido a menudo por sketchs de comedia, entrevistas y música. La marca de Carson era un swing de golf fantasma al final de sus monólogos, dirigido hacia el escenario que se dirigía hacia la orquesta del estudio. Los anfitriones invitados a veces parodiaron ese gesto. Bob Newhart lanzó una bola de bolos imaginaria hacia la audiencia.)
Paul Anka escribió el tema musical ("Johnny's Theme"), una revisión de su "Toot Sweet"; dada la letra, fue rebautizada como "It's Really Love" y grabada por Annette Funicello en 1959.  Antes de hacerse cargo de The Tonight Show, Carson escribió la letra de la canción, por lo que reclamó el 50% de los royalties de la canción (aunque la letra nunca se usó). El tema se escucha en las grabaciones de sonido del primer Tonight Show de Carson y se usó sin interrupción hasta su última emisión el 22 de mayo de 1992.
El programa fue producido originalmente en los estudios de televisión 30 Rockefeller Plaza de la NBC en la ciudad de Nueva York, con temporadas ocasionales en California. El programa comenzó a grabar en video por adelantado durante los días de Jack Paar, aunque durante la década de 1970, la NBC transmitió la grabación en vivo de Burbank a Nueva York por satélite para su edición (ver más abajo). Carson tenía talento para hacer quips rápidos para resolver problemas. Si al monólogo de apertura le iba mal, la banda empezaría a tocar "Té para dos" y Carson bailaba en un sillón para reírse de la audiencia del estudio. Alternativamente, Carson podría acercar al operador de micrófono a su cara y anunciar: "¡Atención, compradores de K-Mart, limpien en el pasillo cuatro!"

### Mudandose a Burbank
El 1 de mayo de 1972 el espectáculo se trasladó de 30 Rockefeller Plaza a Burbank, California, debido a la proximidad del estudio a las celebridades. Carson a menudo bromeaba sobre el "hermoso centro de Burbank" y se refería al "hermoso centro de Bakersfield", lo que hizo que la alcaldesa de Bakersfield, Mary K. Shell, reprendiera a Carson y lo invitara a su ciudad para ver las mejoras realizadas a principios de los años ochenta.
A partir de julio de 1971, Carson dejó de albergar 5 espectáculos por semana. En cambio, los lunes contó con un anfitrión invitado, dejando a Carson para albergar las otras 4 noches de la semana. Los programas se grabaron en video en Burbank a las 5:30 p. m., se enviaron desde allí a las estaciones de zona horaria del Centro y Este a través de la línea de televisión a las 8:30 p. m. hora del Pacífico (11:30 p. m. hora del Este), y luego se enviaron desde Burbank a Las estaciones de la zona horaria del Pacífico a las 11:30 p. m. hora del Pacífico. Como solo 2 fuentes se originaron en Burbank, las estaciones de la zona horaria central recibieron la hora del Este una hora antes a las 10:30 p. m. hora local, y las estaciones horarias de la Montaña recibieron la zona horaria del Pacífico una hora más tarde a las 12:30 a. m. hora local. 
En 1980, a pedido de Carson, el programa redujo su formato de 90 minutos a 60 minutos el 16 de septiembre; Tom Snyder's Tomorrow agregó media hora para llenar el tiempo vacante. Joan Rivers se convirtió en el anfitrión invitado "permanente" desde septiembre de 1983 hasta 1986. The Tonight Show volvió a utilizar hosts invitados rotativos, incluido el cómico George Carlin. Jay Leno se convirtió en el anfitrión invitado exclusivo en el otoño de 1987. Leno bromeó diciendo que aunque otros anfitriones invitados habían aumentado sus tarifas, él había mantenido la suya baja, asegurándose a sí mismo más reservas. Finalmente, el lunes por la noche fue para Leno, el martes para The Best of Carson: retransmisiones que generalmente datan de un año antes, pero en ocasiones de los años setenta. 
Aunque el horario de trabajo de Carson se hizo más atenuado, Tonight tuvo tanto éxito que su sueldo de la NBC siguió aumentando; a mediados de la década de 1970, se había convertido en la personalidad mejor pagada de la televisión, ganando alrededor de 4 millones de dólares al año ($15,365,000 en la actualidad), sin incluir apariciones en clubes nocturnos y sus otros negocios. Rechazó muchas ofertas para aparecer en películas, incluyendo papeles de título en The Thomas Crown Affair y el papel de Gene Wilder en Blazing Saddles.  También rechazó la oferta del director Martin Scorsese de coprotagonizar con Robert De Niro en la película de 1983 The King of Comedy, el papel del presentador de un programa de entrevistas de televisión para luego ir a Jerry Lewis. 
En reconocimiento a su 25⁰ aniversario en The Tonight Show, Carson recibió un Premio Peabody personal, y la junta dijo que se había "convertido en una institución estadounidense, una palabra familiar, [y] el estadounidense más citado". También dijeron que "sentían que había llegado el momento de reconocer las contribuciones que Johnny ha hecho a la televisión, al humor y a los Estados Unidos".

### Uri geller
En 1973, el mago, personalidad de la televisión y el autoproclamado psíquico Uri Geller aparecieron en The Tonight Show. En el documental de NOVA, James Randi - Secretos de los psíquicos, mago y activista escéptico James Randi dice que Carson "había sido un mago y era escéptico" de los supuestos poderes paranormales de Geller, por lo que antes de la fecha de grabación, se preguntó a Randi "Para ayudar a prevenir cualquier engaño". Según el consejo de Randi, el programa preparó sus propios accesorios sin informar a Geller y no permitió que Geller o su personal "estuvieran cerca de ellos". Cuando Geller se unió a Carson en el escenario, pareció sorprendido de que no iba a ser entrevistado, sino que se esperaba que mostrara sus habilidades usando los artículos provistos. Geller dijo: "Esto me asusta" y "estoy sorprendido porque antes de este programa llegó su productor y él me leyó al menos 40 preguntas que me iba a hacer". Geller no pudo mostrar ninguna habilidad paranormal, diciendo "No me siento fuerte" y expresó su disgusto al sentir que Carson lo estaba presionando. Según el artículo del 7 de noviembre de 2014 de Adam Higginbotham en el New York Times: 
Sin embargo, esta aparición en The Tonight Show, que Carson y Randi habían orquestado para desacreditar las habilidades de Geller, fracasó según Higginbotham. 

### Personajes cómicos
Carson interpretó varios personajes continuos en bocetos durante el show, incluyendo:
- Art Fern fue el locutor de "Tea Time Movie",[40] cuyo tema principal fue " Hooray for Hollywood ". Una vez, Carson admitió ante la cámara que este era su personaje favorito, basado en los presentadores de televisión de la tarde que emitirían anuncios publicitarios durante la película. Cada boceto usualmente mostraba tres comerciales largos interrumpidos por clips silenciosos de cuatro segundos de películas antiguas. Cuando la cámara regresó de cada clip, Art siempre fue tomado por sorpresa y de inmediato recordó a los espectadores que estaban viendo una película favorita. Las películas siempre tuvieron inverosímiles títulos e incluso menos títulos probables: " Slim Pickens, Patti Page, Duke Wayne y Charlton Heston en otro clásico occidental: 'Kiss My Saddle Horn'!" Carson originalmente jugó al huckster de voz rápida en su propia voz (como el Honesto Bernie Schlock o Ralph Willie), y finalmente se conformó con un zumbido nasal, de tono alto y elegante, que recuerda al personaje "Reginald Van Gleason III" de Jackie Gleason. El personaje, ahora conocido permanentemente como Art Fern, llevaba un toupee lujoso, chaquetas ruidosas y un bigote de lápiz. La actriz Carol Wayne se hizo famosa por sus más de 100 apariciones (1971–1982) como la asistente de arte de Matxée Lady. Mientras Art daba su discurso, ella entraría en el escenario detrás de él. El arte reaccionaría ante su cuerpo atractivo haciendo una mueca, gritando en voz alta "Ho - ¡leeeee!" Y convirtiendo casi todo lo que dijo en un doble sentido sexual. Después de la muerte de Carol Wayne en 1985, Carson mantuvo a Art Fern fuera del aire durante casi todo el año siguiente, y finalmente contrató a Danuta Wesley y luego a Teresa Ganzel para interpretar a la Dama Matinée. Carson también usó estos bocetos para burlarse del intrincado sistema interestatal de Los Ángeles, usando un puntero y un mapa para dar direcciones confusas a los compradores, a menudo incluyendo puntos donde desplegaría el mapa de cartón para señalar, a través de la imagen correspondiente, cuando el comprador llegaría a "la bifurcación en el camino". Otra rutina de autopista en el mismo tema se centró en "Slauson Cutoff", un término de argot que Carson popularizó para describir la Marina Freeway truncada (que terminó abruptamente en Slauson Avenue en Culver City). Art Fern recomendaría a los conductores que tomen una serie de autopistas hasta que lleguen a Slauson Cutoff, y luego les recomendará que "salgan de su automóvil, corten su slauson, regresen a su automóvil", seguido a menudo de carcajadas. El público, dirigido por McMahon.
- Carnac el Magnífico, un psíquico con turbante, podía responder preguntas antes de verlas. Carnac tenía una entrada de marca registrada en la que siempre giraba en la dirección equivocada al subir al escenario y luego tropezaba en el escalón hasta el escritorio de Carson. (En un episodio, los técnicos armaron el escritorio de Carson para que se derrumbara cuando Carnac cayó sobre él.) Estos errores cómicos fueron una indicación de las verdaderas habilidades prescientes de Carnac. McMahon le entregaría a Carson una serie de sobres con preguntas, que se dice que fueron "herméticamente sellados y guardados en un frasco de mayonesa en el porche de Funk & Wagnall desde el mediodía de hoy". Carson colocaría cada sobre contra su frente y predeciría la respuesta, como "Gatorade". Luego, leería la pregunta: "¿Qué obtiene un caimán con el bienestar?" Algunos de los chistes eran débiles, y McMahon utilizó pausas después de terribles juegos de palabras y gemidos de la audiencia para aclarar la falta de éxito cómico de Carson ("Carnac debe usarse para calmar los alrededores"), lo que incita a Carson a devolver un insulto igual. Pat McCormick escribió algunos de los más locos materiales de Carnac. El que hizo que McMahon y Carson casi rodaran por el suelo con una risa prolongada fue "Sis, boom, bah" Respuesta: "Describe el sonido que se hace cuando explota una oveja". McMahon siempre anunciaría cerca del final, "Tengo en mis manos el último sobre", en el que el público aplaudiría violentamente, lo que llevó a Carnac a pronunciar una "maldición" cómica entre el público, como "Que una manada de gansos salvajes se vaya". ¡Un depósito en tu desayuno!, "¡Que tu hermana se fugue con un camello!", "Que un yak enfermo tenga un gusto por tu hermana", o el más famoso: "¡Que la ave del paraíso vuele por la nariz!". El personaje fue tomado del segmento "Answer Man" esencialmente idéntico de Steve Allen, que Allen realizó durante su gestión como presentador de The Tonight Show en la década de 1950.[41] Como Allen reconoció en su libro The Question Man, este bit fue creado en Kansas City en 1951 por Bob Arbogast y utilizado en The Tom Poston Show en Nueva York, donde finalmente terminó en The Steve Allen Show, para sorpresa de ambos. Bob y Steve.  El carácter y la rutina de Carnac también se parecen mucho al "Mr. Question Man" de Ernie Kovacs.[42][43]

- Floyd R. Turbo, estadounidense (sin pausa entre las palabras) era un hombre de trabajo estereotipado común, vestido con una chaqueta y gorra de caza a cuadros, que ofrecía "respuestas editoriales" a las causas de la izquierda o eventos noticiosos. Barrando contra los derechos de las mujeres en el lugar de trabajo, por ejemplo, Turbo gritaba: "Esto plantea la pregunta: ¡besa mi dictáfono!"[44]
- La tía Blabby, una anciana cantankerous y a veces amorosa, fue invariablemente entrevistada por el hombre directo Ed McMahon sobre asuntos de ancianos.[40] McMahon usaría inocentemente una expresión común como "retirar", solo para que la tía Blabby le advirtiera: "¡No le digas 'retirar' a una persona mayor!". La tía Blabby era una copia obvia de la creación más famosa de Jonathan Winters, Maude Frickert, incluyendo su vestido negro y su peluca.
- El mouldo, un mentalista, intentaría realizar hazañas de lectura de la mente y de mente sobre la materia, todo lo cual fracasó. A menudo, sus trucos incluyen un intento de robarle el dinero a Ed McMahon o terminan con su mendicidad por un dólar, o al menos una tarifa de autobús.[45]
- El Maharishi, cuyo tema principal era "Canción de la India", era un "hombre santo" de cabello muy rizado que hablaba en un tono tranquilo y agudo, saludó al locutor McMahon con una flor y respondió preguntas filosóficas.[46]

### Carson sin censura en satélite
Aunque el programa de Carson se basó en Burbank a partir de 1972, los servicios de edición y producción de la NBC para el programa permanecieron en Nueva York, lo que requiere que el programa se transmita entre las dos ciudades. En 1976, la NBC usó el satélite Satcom 2 para lograr esto, alimentando la grabación en vivo (que comenzó alrededor de las 5:30 p. m. hora local) directamente a Nueva York, donde se editaría antes de la transmisión de la noche. Esta transmisión en vivo duró generalmente de dos a dos horas y media por noche y no tuvo censura ni fue comercial. Durante las ranuras para cortes comerciales, la alimentación de audio e imagen continuaría, capturando en ocasiones un lenguaje atrevido y otros eventos que sin duda se editarían antes de la transmisión.
Al mismo tiempo comenzaron a aparecer estaciones satelitales terrestres propiedad de individuos, y algunos encontraron la transmisión en vivo. Los propietarios de antenas parabólicas comenzaron a documentar sus avistamientos en revistas técnicas, dando a los espectadores el conocimiento de cosas que no debían ver. Carson y su equipo de producción se preocuparon por esto y presionaron a la NBC para que dejara de transmitir las transmisiones satelitales de la grabación en vivo a principios de los años 80. El enlace del satélite fue reemplazado por la transmisión de microondas hasta que las instalaciones de edición del programa se trasladaron a Burbank.

## Efecto sobre la cultura popular
El show de Carson inició las carreras de muchos artistas, especialmente comediantes y músicos.  Para un comediante que aparecía en el programa, hacer que se riera y ser invitado a la silla invitada se consideraban los más altos honores.  Los más notables entre ellos fueron David Letterman, Jay Leno, Jerry Seinfeld, Jeff Foxworthy, Ellen DeGeneres, Joan Rivers, David Brenner, Tim Allen, Drew Carey y Roseanne Barr. Carson fue sucedido por The Ed Sullivan Show como un escaparate para todo tipo de talento, además de continuar con un espectáculo de variedades al estilo vodevil.
En 1966, Carson popularizó el juego Twister, de Milton Bradley, cuando lo jugó con la actriz Eva Gabor. Poco conocido en su momento, el juego se disparó en popularidad después de la transmisión.

## Controversias y disputas
Carson a menudo hacía bromas a expensas de otras celebridades. En 1980, Carson se retiró de un acuerdo para adquirir el Aladdin Hotel & Casino en Las Vegas, y un grupo competidor dirigido por Wayne Newton compró la propiedad con éxito. Según el abogado Henry Bushkin, a Carson le molestaba que los medios de comunicación lo consideraran "perdido" en el trato y reaccionara contando chistes en su programa sobre Newton, que había hecho un gran esfuerzo para construir una imagen masculina. Esto creó algo así como una pelea de alto perfil entre Carson y Newton. Años más tarde, Newton apareció en Larry King Live, declarando que "Johnny Carson es un ser humano mezquino. Y hay personas que él ha lastimado y que la gente nunca conocerá. Y por alguna razón, en algún momento, decidió dirigir ese tipo de atención negativa hacia mí. Y me negué a escucharlo". Newton habló a menudo de confrontar personalmente a Carson; y después de la última gota, Newton irrumpió en su oficina en el estudio y amenazó con darle una paliza a menos que se detuvieran los chistes, y así lo hicieron.
El veterano actor de la NBC Raymond Burr se enojó por las continuas bromas de Carson y solo apareció en The Tonight Show  en 1968 y en 1976. 
El 2 de julio de 1969, Carson lanzó un ataque al aire contra The New York Times después de su monólogo nocturno, criticando al periódico por un artículo que decía que él era el artista mejor pagado de la televisión, ganando $75,000 por semana. Negó que eso fuera así, mientras se negó a revelar su compensación en una entrevista posterior con el periódico, y calificó el artículo de "condenadamente injusto". The Times publicó un artículo de seguimiento que decía que su informe inicial "erró" y que $75,000 por semana era poco probable.
Al parecer, Carson detestaba lo que él percibía como una deslealtad, y estaba furioso cuando John Davidson y Joan Rivers, anfitriones del anterior The Tonight Show, comenzaron a presentar sus propios programas de entrevistas. El programa de Rivers en Fox Network compitió directamente con Carson durante la temporada 1986-1987, antes de ser cancelado. El 24 de junio de 2009, luego de la muerte de Ed McMahon, Rivers alabó a McMahon en Larry King Live, pero dijo que después de que ella obtuvo su propio programa, Carson nunca volvió a hablarle.
En diciembre de 1973, Carson bromeó en Tonight sobre una supuesta escasez de papel higiénico.  Los espectadores creyeron en la historia y los consumidores comenzaron a vaciar las tiendas, causando una escasez real que duró semanas. Las tiendas y los fabricantes de papel higiénico tuvieron que racionar los suministros hasta que terminó el pánico. Carson se disculpó en enero de 1974 por el incidente, que se convirtió en lo que The New York Times llamó un "estudio clásico" de cómo se propagan los rumores.
Carson demandó con éxito a un fabricante de inodoros portátiles que quería llamar a su producto "Aquí está Johnny" (por "Here's Johnny", su frase de cabecera en inglés).
Carson hizo una parodia del personaje de "Mr. Rogers", donde interpretó a un malvado Mr. Rogers que quería que los niños robaran el dinero de sus padres para que su show continuara. Fred Rogers no estaba impresionado con el sketch. Carson luego se disculpó con Rogers por burlarse de él.

## Empresas de negocios
Carson fue un importante inversor en la fallida DeLorean Motor Company.
Carson fue jefe de un grupo de inversionistas que compraron y operaron dos estaciones de televisión. La primera fue KVVU-TV en Henderson, Nevada, una estación independiente que sirve a Las Vegas, adquirida por el grupo Carson en 1979. Poco después de comprar la estación, se rumoreaba que KVVU estaba adquiriendo una afiliación de NBC, ya que la afiliada de larga data KORK-TV estaba en proceso de ser reemplazada por KVBC (y ahora KSNV), pero nunca sucedió. La segunda estación de Carson, KNAT-TV independiente en Albuquerque, Nuevo México, fue comprada en 1982. A diferencia de la operación en Las Vegas, KNAT enfrentó una competencia más dura por la programación sindicada de alta calidad. Carson vendió sus dos estaciones en 1985 y 1986 con KVVU-TV (FOX 5) para James Meredith Corporation y KNAT para Trinity Broadcasting Network.
Las otras empresas comerciales de Carson incluyeron el exitoso Johnny Carson Apparel, Inc.  sus cuellos de tortuga se convirtieron en una tendencia de moda y en una franquicia fallida de restaurantes.

## Jubilación

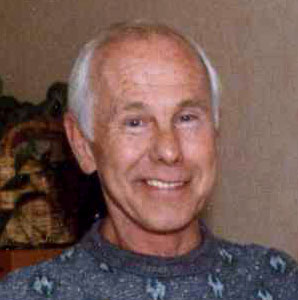
Carson en la década de 1990

Carson se retiró del mundo del espectáculo el 22 de mayo de 1992, a los 66 años, cuando se retiró como presentador de The Tonight Show. Su despedida fue un evento mediático importante, a menudo emotivo para Carson, sus colegas y el público, y se prolongó durante varias noches. En homenaje a Carson y su enorme influencia, varias cadenas que tenían programas de entrevistas de variedades nocturnas "se apagaron" durante toda la hora en que hizo el último programa. The Tonight Show finalmente ganó el Emmy por su sobresaliente final de la serie de Late Night después de 13 intentos, impulsado por la penúltima emisión que presentó a los dos últimos invitados de Johnny, Robin Williams y Bette Midler.
La NBC le dio el rol de anfitrión permanente a Jay Leno. Leno y David Letterman pronto compitieron en cadenas separadas.

### Aspectos posteriores a la jubilación

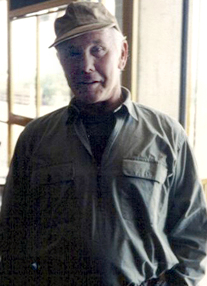
En un viaje a Tanzania en 1994.

Al final de su último episodio de Tonight Show, Carson indicó que podría, si así lo inspirara, regresar con un nuevo proyecto. En su lugar, optó por retirarse por completo, rara vez dio entrevistas y se negó a participar en las celebraciones del 75⁰ aniversario de la NBC. Hizo una aparición ocasional, incluyendo su voz en el episodio del 13 de mayo de 1993 de Los Simpson ("Krusty Gets Kancelled"), telefoneando a David Letterman en un episodio de noviembre de 1993 de Late Show con David Letterman y apareciendo en la NBC de 1993 Bob Hope especial: Los primeros 90 años.
El 13 de mayo de 1994 Carson apareció en el Late Show con David Letterman. Durante una semana de shows en Los Ángeles, Letterman hizo que Larry "Bud" Melman (Calvert DeForest) entregara sus "listas de los diez mejores" bajo el pretexto de que una personalidad famosa estaría entregando la lista. En el último show de la semana, Letterman indicó que Carson estaría entregando la lista. En su lugar, DeForest entregó la lista, insultó a la audiencia (de acuerdo con el gag cómico) y se le dirigió a un amable aplauso. Letterman luego indicó que la tarjeta que le dieron no tenía la lista adecuada y pidió que se sacara la lista "real". En ese momento, el verdadero Carson emergió de detrás de la cortina (mientras la banda de Letterman tocaba "Johnny's Theme"), una aparición que provocó una ovación del público. Carson luego pidió sentarse detrás del escritorio de Letterman; Letterman obedeció, mientras la audiencia seguía animando y aplaudiendo. Después de algunos momentos, Carson se fue del show sin haber hablado con la audiencia. Más tarde citó la laringitis aguda como la razón de su silencio. Esta resultó ser la última aparición televisiva de Carson.

### Letterman
Justo unos días antes de la muerte de Carson, The New York Times publicó una historia que revelaba que ocasionalmente enviaba chistes a David Letterman. Letterman usaría estos chistes en el monólogo de su programa, del cual Carson recibió "una gran patada", según Worldwide Pants Inc. El vicepresidente sénior Peter Lassally, quien anteriormente produjo ambos programas para hombres, también afirmó que Carson siempre había creído que Letterman, no Leno, era su "legítimo sucesor". En su primera emisión después de la muerte de Carson, Letterman entregó un monólogo compilado en su totalidad de bromas enviadas por Carson, un hecho que el anfitrión reveló más adelante en el programa.

## Influencias
Las influencias de Carson incluían a Jack Benny, Red Skelton, Fred Allen, Bob Hope, Groucho Marx y Jack Paar. 
Los comediantes que han reclamado a Carson como influencia incluyen a David Letterman, Jay Leno, Conan O'Brien, Dennis Miller, Bill Maher, Joan Rivers, Larry Wilmore, Ray Romano, Don Rickles, Bob Newhart, Angie Dickinson, Carl Reiner, Mel Brooks, Dick Cavett, David Steinberg, Jerry Seinfeld, Ellen DeGeneres, Garry Shandling, Steve Martin, Arsenio Hall, Craig Ferguson, Jimmy Fallon y Vince Vaughn.

## Vida personal
A pesar de su comportamiento ante la cámara, Carson era tímido fuera de cámara. Era conocido por evitar la mayoría de los partidos grandes y se le conocía como "el hombre público más privado que jamás haya existido".  Dick Cavett recordó: "Sentí pena por Johnny porque se sentía tan incómodo socialmente. Casi nunca he conocido a alguien que lo haya pasado tan mal como él".  Además, George Axelrod dijo una vez de Carson: "Socialmente, no existe". La razón es que no hay cámaras de televisión en las salas de estar. "Si los seres humanos tuvieran pequeñas luces rojas en medio de sus frentes, Carson sería el mejor conversador de la Tierra". 
Su lujosa residencia en la playa de Malibú, valorada en 81 millones de dólares en 2017, contenía solo un dormitorio. Los amigos y miembros de la familia que se quedaban a dormir dormirían en la casa de huéspedes al otro lado de la calle.
Normalmente se negaba a hablar de política, controversias sociales, su infancia o su vida privada con los entrevistadores, y ofreció la siguiente lista de respuestas escritas a los periodistas que querían hacerle preguntas:
1. Sí, lo hice.
2. No, no lo hice.
3. No hay un poco de verdad en ese rumor.
4. Sólo dos veces en mi vida, ambas veces el sábado.
5. Puedo hacer cualquiera de las dos cosas, pero prefiero la primera.
6. No. Kumquats.
7. No puedo responder a esa pregunta.
8. Sapos y tarántulas.
9. Turquestán, Dinamarca, Chile y las islas Komandorski.
10. Tan a menudo como sea posible, pero no soy muy bueno todavía. Necesito mucha más práctica.
11. Le sucedió a algunos viejos amigos míos, y es una historia que nunca olvidaré. [3]

### Política
Carson se opuso a la guerra de Vietnam y la pena de muerte, favoreció la igualdad racial y se opuso a la criminalización del sexo y la pornografía extramatrimoniales. Evitó mencionar explícitamente sus puntos de vista en The Tonight Show, diciendo que "odia ser inmovilizado", ya que eso "me haría daño como artista, que es lo que soy". Como explicó en 1970, "En mi sala de estar abogaría por la liberalización de las leyes sobre el aborto, las leyes sobre el divorcio, y hay ocasiones en las que me gustaría expresar una opinión desde el aire. Me encantaría haber tomado a Billy Graham.  Pero estoy en la televisión cinco noches a la semana; No tengo nada que ganar con ello y todo que perder".  También rara vez invitaba a figuras políticas a Tonight Show porque "no quería que se convirtiera en un foro político" y no quería que el programa, por sí mismo o por otros, influyera en las opiniones de los espectadores.
En su libro, el exabogado de Carson, Henry Bushkin, declaró que "fue por instinto y crianza definitivamente republicano, pero de un tipo Eisenhower del que ya no vemos mucho". Carson sirvió como maestro de ceremonias para la gala inaugural de Ronald Reagan en 1981 a petición de Frank Sinatra.

### Religión
Carson nunca hizo ver que ir a la iglesia fuera una parte recurrente de su estilo de vida adulto, aunque durante su infancia fue criado como metodista y durante la escuela secundaria asistió a las reuniones de Christian Endeavor en la iglesia local.

### Matrimonios
En 1948 se casó con Jody Wolcott.  El matrimonio fue volátil, con infidelidades cometidas por ambas partes y terminó en divorcio en 1963.
Carson se casó con Joanne Copeland el mismo año, el 17 de agosto. Después de un segundo divorcio prolongado en 1972, Copeland recibió un pago de $6,000 por mes en pensión alimenticia hasta que se volvió a casar o hasta la muerte de Carson (lo recibió hasta su muerte en 2005). Ella también recibió "una bonita colección de arte".  Más tarde tuvo un segundo matrimonio que también terminó en divorcio y murió en California, a los 83 años, en 2015. Ella no tenía hijos.
Al Carson Tonight Show fiesta de 10.º aniversario el 30 de septiembre de 1972, Carson anunció que la exmodelo Joanna Holland y que se había casado en secreto por la tarde, sorprendiendo a sus amigos y asociados. El 8 de marzo de 1983, Holland presentó una demanda de divorcio. El caso de divorcio finalmente terminó en 1985 con un acuerdo de 80 páginas, Holland recibió 20 millones de dólares en efectivo y propiedades.
El 20 de junio de 1987, Carson se casó con Alexis Maas. El matrimonio duró hasta su muerte en 2005.
Al parecer, Carson bromeó: "Dar consejos sobre el matrimonio es como el capitán del Titanic dando lecciones sobre navegación".

### Hijos

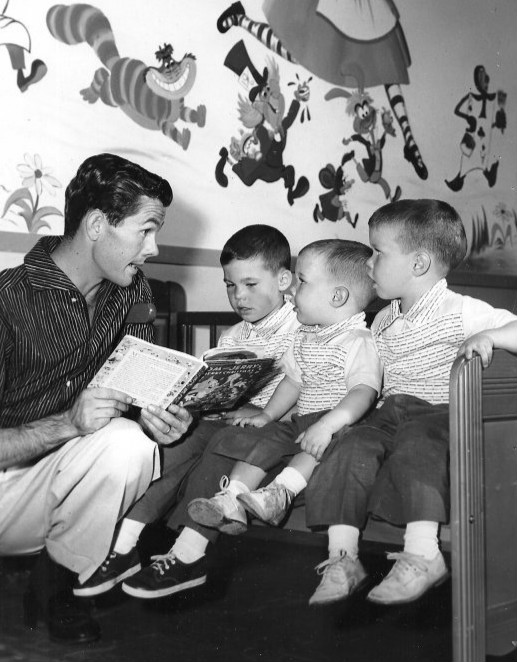
Carson leyendo una historia a sus tres hijos en 1955: De izquierda a derecha: Chris, Cory y Richard (Ricky)

Carson tuvo 3 hijos con su primera esposa: Christopher, Cory y Richard. Su hijo mediano, Richard, murió el 21 de junio de 1991, cuando su automóvil se precipitó por un empinado terraplén a lo largo de una carretera de servicio pavimentada en la carretera 1 cerca de Cayucos, California. Al parecer, Richard había estado tomando fotografías cuando ocurrió el accidente. En el primer Tonight Show después de la muerte de su hijo, Carson rindió homenaje a la obra fotográfica de Richard mostrando sus diapositivas de la naturaleza, acompañado por Stevie Ray Vaughan en la guitarra de blues que toca "Riviera Paradise". Además, la imagen final del programa, así como algunos de las cortinillas "Más que vienen", del último programa de Carson el 22 de mayo de 1992, mostraban una foto que Richard había tomado. 

### Caridad
En 1981 creó la Fundación John W. Carson, dedicada a apoyar a los niños, la educación y los servicios de salud. La fundación sigue apoyando causas benéficas. A su muerte, dejó a la Fundación 156 millones de dólares (243369569 de dólares en dinero actual).
En noviembre de 2004, Carson anunció una donación de 5.3 millones de dólares a la University of Nebraska Foundation para apoyar al Departamento de Bellas Artes y Artes Escénicas de Hixson-Lied, que creó la Escuela de Teatro y Cine Johnny Carson. El estado de Carson a la Universidad de Nebraska anunció otra donación de 5 millones de dólares después de su muerte, mientras que una donación de 1 millón de dólares se anunció el 4 de noviembre de 2011, creando el Fondo de Becas de Oportunidad Johnny Carson.
Carson también donó a causas en su ciudad natal de Norfolk, incluido el Centro de Cáncer Carson en Faith Regional Health Services, el Museo del Valle de Elkhorn y el Teatro Johnny Carson en la Escuela Secundaria Superior de Norfolk. Carson también donó al Centro de Aprendizaje Permanente de Northeast Community College en honor a su maestra favorita, Miss Faye Gordon. Miss Gordon había aparecido en su programa varias veces. Su última visita conocida a Norfolk fue para celebrar la fiesta de los 100 años de la señorita Gordon, que Carson había prometido hacer varios años antes.
En agosto de 2010, la fundación de caridad creada por Johnny Carson informó haber recibido 156 millones de dólares de un fideicomiso personal establecido por el artista años antes de su muerte en enero de 2005. La fundación de Carson era ahora, con mucho, la más grande de las organizaciones benéficas de Hollywood.

### Otras notas
Carson, un astrónomo aficionado, era un amigo cercano del astrónomo Carl Sagan, quien a menudo aparecía en The Tonight Show. La forma única en que Sagan tuvo que decir ciertas palabras, como "miles de millones" de estrellas, llevaría a Carson a acosar a su amigo, diciendo "BILL-iones y BILL-iones". Carson fue la primera persona en contactar con la esposa de Sagan, Ann Druyan, con sus condolencias cuando el científico murió en 1996. Poseía varios telescopios, incluyendo una unidad de primera línea.  En 1981, el planeta menor 1981 EM 4 fue nombrado en su honor, 3252 Johnny .
Carson apareció en un segmento de 60 minutos de 1978 practicando en casa con un tambor que le regaló su amigo cercano Buddy Rich, que era el músico de jazz con más apariciones en The Tonight Show. Gore Vidal, otro invitado y amigo frecuente de Tonight Show, escribió sobre la personalidad de Carson en sus memorias de 2006.
En 1982, se encontró que Carson conducía su DeLorean bajo la influencia del alcohol. Se declaró nolo contendere a un cargo de delito menor y recibió una sentencia de tres años de libertad condicional. Carson estaba obligado a asistir a un programa de alcohol para conductores y se le permitía usar su automóvil solo para ir al trabajo y regresar, sin transportar personas ni animales en su vehículo.
Carson era un ávido jugador de tenis. Cuando le vendió una casa en Malibu a John McEnroe y Tatum O'Neal, los términos del fideicomiso requerían que McEnroe le diera a Johnny seis clases de tenis. El maestro de tenis de Carson fue Bob Trapenberg, quien le enseñó durante un tiempo y viajó con él a Wimbledon.

## Muerte y homenajes

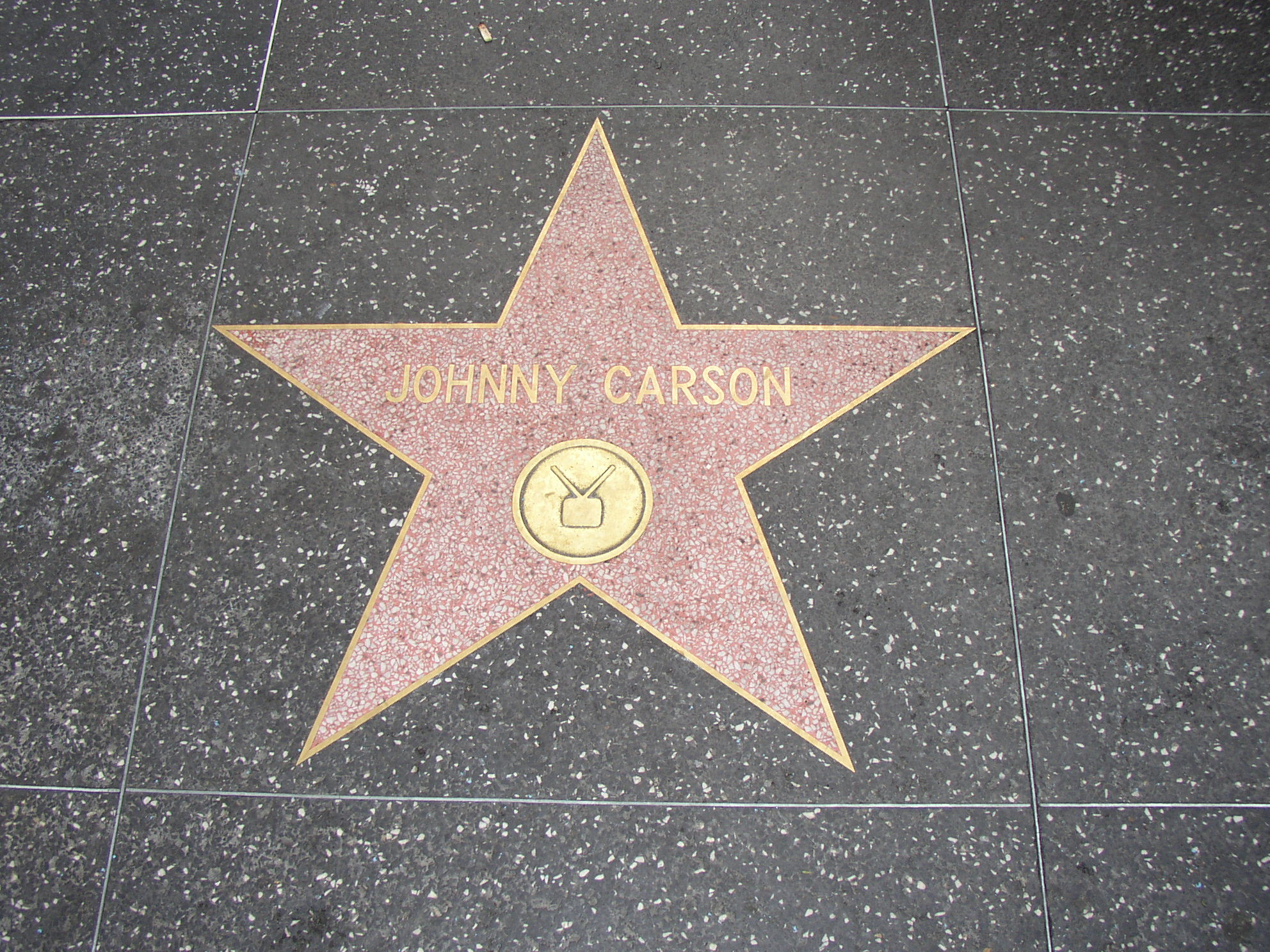
La estrella de Johnny Carson en el Paseo de la Fama de Hollywood.

El 19 de marzo de 1999, Carson sufrió un grave ataque al corazón en su casa en Malibú, California, y fue hospitalizado en las cercanías de Santa Mónica, donde se sometió a una cirugía de baipás cuádruple. 
Carson fue un gran fumador durante décadas, y en los primeros días de su mandato en The Tonight Show, a menudo fumaba en la cámara. Se informó que a mediados de la década de 1970, repetidamente decía: "Estas cosas me están matando". Su hermano menor recordó que durante su última conversación, Carson seguía diciendo: "Esos malditos cigarrillos".
A las 6:50 a. m. hora del Pacífico, el 23 de enero de 2005, Carson murió en el Centro Médico Cedars-Sinai en Los Ángeles por insuficiencia respiratoria debido a un enfisema. Tenía 79 años y había revelado su enfermedad terminal al público en septiembre de 2002. Su cuerpo fue incinerado y las cenizas fueron entregadas a su esposa, Alexis Maas. De acuerdo con los deseos de su familia, no se llevó a cabo ningún servicio conmemorativo público. Carson también es sobrevivido por su hermano menor, Dick, que es un director ganador del Premio Emmy, entre otras cosas, del concurso Merv Griffin Show y Wheel of Fortune.
A su muerte se le prestaron numerosos tributos a Carson, incluida una declaración del entonces presidente George W. Bush, todos reconociendo el profundo y duradero afecto que sentía por él.
El 31 de enero, The Late Show with David Letterman rindió homenaje al exproductor ejecutivo de The Tonight Show, Peter Lassally, y al director de orquesta Doc Severinsen. Al comienzo de este programa, Letterman dijo que durante 30 años, sin importar lo que sucediera en el mundo, ya sea que la gente haya tenido un día bueno o malo, querían terminar con el hecho de que Johnny lo "metiera". También les dijo a sus espectadores que el monólogo que acababa de hablar, que fue muy bien recibido por la audiencia del estudio, consistió enteramente en bromas que Carson le envió en los últimos meses de su vida. Doc Severinsen terminó el show de Letterman esa noche dirigiendo y tocando, junto con Tommy Newsom y Ed Shaughnessy, una de las dos canciones favoritas de Carson, "Here That That Rainy Day" (la otra fue "I'll Be Seeing You"). The Tonight Show con Jay Leno también rindió homenaje a Carson con los invitados Ed McMahon, Bob Newhart, Don Rickles, Drew Carey y KD lang.
En su última presentación de The Tonight Show, el mismo Carson dijo que si bien a veces las personas que trabajan juntas durante largos períodos de tiempo en la televisión no se gustan necesariamente, este no fue el caso de McMahon y él; eran buenos amigos que iban a tomar una copa y cenar juntos, y la camaradería que tenían en el programa no podía ser falsificada. Carson y McMahon fueron amigos durante 46 años.
La película de 2005 The Aristocrats fue dedicada a Carson.
Los Simpson, temporada 16, episodio siete, "Mommie Beerest", fue dedicado a su memoria. 
En los primeros Premios de Comedia en Comedy Central, el Premio Johnny Carson fue otorgado a David Letterman. En los 2 Premios Anuales de Comedia en Comedy Central, el Premio Johnny Carson fue otorgado a Don Rickles. 
Un documental de 2 horas sobre su vida, Johnny Carson: King of Late Night, se emitió en PBS el 14 de mayo de 2012, como parte de su serie American Masters. Está narrado por Kevin Spacey y presenta entrevistas con muchos de los familiares de Carson, compañeros cómicos y protegidos.

## Otras lecturas

### Libros sobre el trabajo y la vida.
- Bart, Peter (18 de mayo de 1992). We Hardly Knew Ye. Los Angeles: Variety.
- Boulware, Jack (20 de febrero de 2001). «Johnny Carson». Salon. Archivado desde el original el 8 de diciembre de 2008.
- Bushkin, Henry (2013). Johnny Carson. Houghton Mifflin Harcourt. ISBN 978-0-544-21762-1.
- Corkery, Paul (August 1987). Carson: The Unauthorized Biography. Randt & Co. ISBN 0-942101-00-6.
- Cox, Stephen (15 de agosto de 2002). Here's Johnny: Thirty Years of Americas Favorite Late Night Entertainer. Cumberland House Publishing. ISBN 1-58182-265-0.
- De Cordova, Fred (15 de marzo de 1988). Johnny Came Lately. Simon & Schuster. ISBN 0-671-55849-8.
- Ephron, Nora (1968). And now here's Johnny!. Avon Books. OCLC 3302852.
- Hise, James Van (1992). 40 Years at Night: the Story of the Tonight Show. Movie Publisher Services. ISBN 1-55698-308-5.
- Knutzen, Erik (21 de mayo de 1992). Celebs Say Thanks, Johnny. Herald.
- Leamer, Laurence (1989). King of the Night: The Life of Johnny Carson. Morrow. ISBN 0-688-07404-9.
- McMahon, Ed (18 de octubre de 2005). Here's Johnny!: My Memories of Johnny Carson, The Tonight Show, and 46 Years of Friendship. Thomas Nelson. ISBN 1-4016-0236-3.
- Smith, Ronald L. (October 1987). Johnny Carson: An Unauthorized Biography. St. Martin's Press. ISBN 0-312-01051-6.
- Sweeney, Don (2005). Backstage at the Tonight Show, from Johnny Carson to Jay Leno. Taylor Trade Publishing. ISBN 978-1-58979-303-3.
- Tennis, Craig (1980). Johnny Tonight: A Behind the Scenes Closeup of Johnny Carson & the Tonight Show. Pocket Books. ISBN 0-671-41451-8.
- Tynan, Kenneth (20 de febrero de 1978). «Fifteen Years of the Salto Mortale». The New Yorker.
- Wilde, Larry (2000). The Great Comedians Talk About Comedy. Executive Books. ISBN 978-0-937539-51-4.
- Zoglin, Richard (16 de marzo de 1992). And What A Reign It Was: In His 30 Years, Carson Was The Best. Time.

### Libros de humor
- Carson, Johnny (1965). Happiness is a Dry Martini. Doubleday and Company. ISBN 1-199-39735-0.
- Carson, Johnny (1967). Misery is a blind date. Doubleday and Company.
- Colección Johnny Carson , División de Manuscritos, Biblioteca del Congreso , Washington, DC